# Rethymno
Rethymnon (řecky: Ρέθυμνο, anglicky: Rethymno) je větší přímořské letovisko a přístav ležící na severním pobřeží řeckého ostrova Kréta, asi 80 km západně od metropole ostrova Iraklia. V Rethymnu žije 32468 obyvatel (v aglomeraci 34300, údaje 2011) a je tak třetím nejlidnatějším městem ostrova a zároveň je také hlavním městem stejnojmenné prefektury Rethymno. Historické kořeny města sahají do mínojského období. Na počátku 13. století se zmocnili ostrova i města Benátčané, v roce 1646 Turci. Jejich vláda trvala téměř tři století. V roce 1913 se Kréta stala součástí Řecka. Podle smlouvy z Lausanne bylo turecké obyvatelstvo města odsunuto. Počas druhé světové války bylo město okupováno německou armádou. Poválečné období je charakterizováno zejména rozvojem cestovního ruchu.

## Památky
město Rethymno  má kompaktní historické centrum s mnoha památkami z benátského a tureckého období.
- benátská pevnost Fortezza – obranná stavba města, vznikla v 16. století a stojí na vrcholu Paleokastro
- benátský přístav – nachází se vedle současného městského přístavu a jeho vstup střeží egyptský maják
- kašna Rimondi – benátská fontána, stojí na náměstí Platanos
- benátská lodžie
- turecké mešity a minarety
- městský park Rethymno

## Partnerská města
- Puškin, Rusko

## Galerie

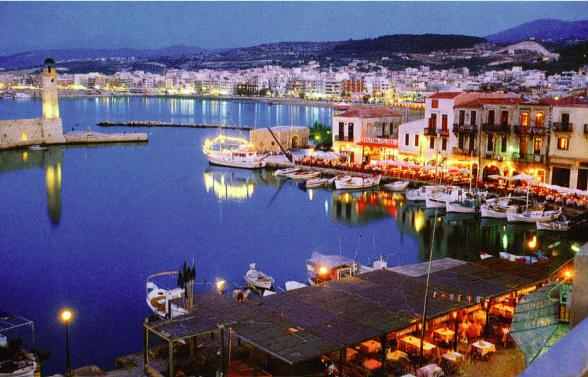
Přístav v noci
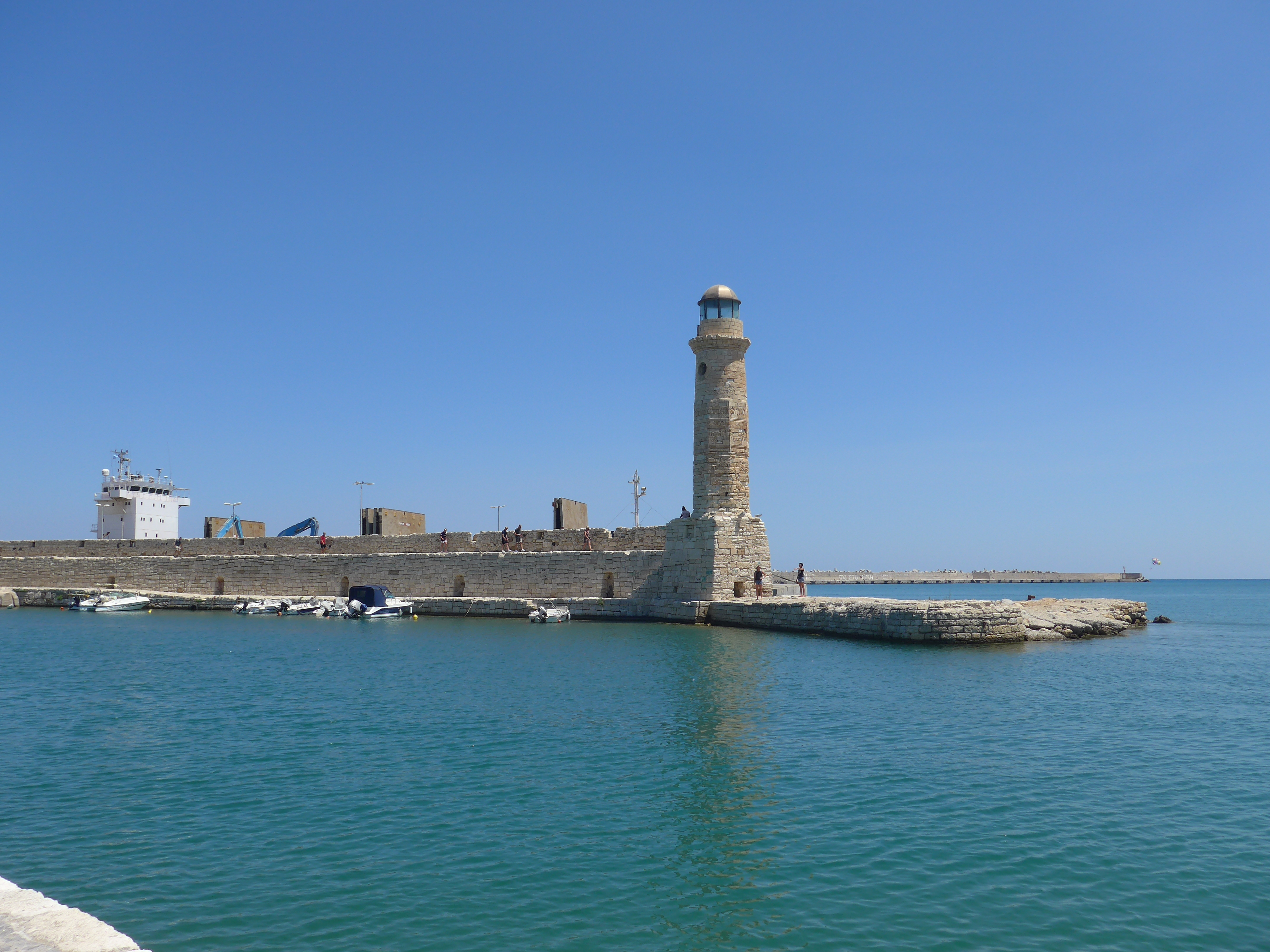
Pohled do přístavu směrem k majáku
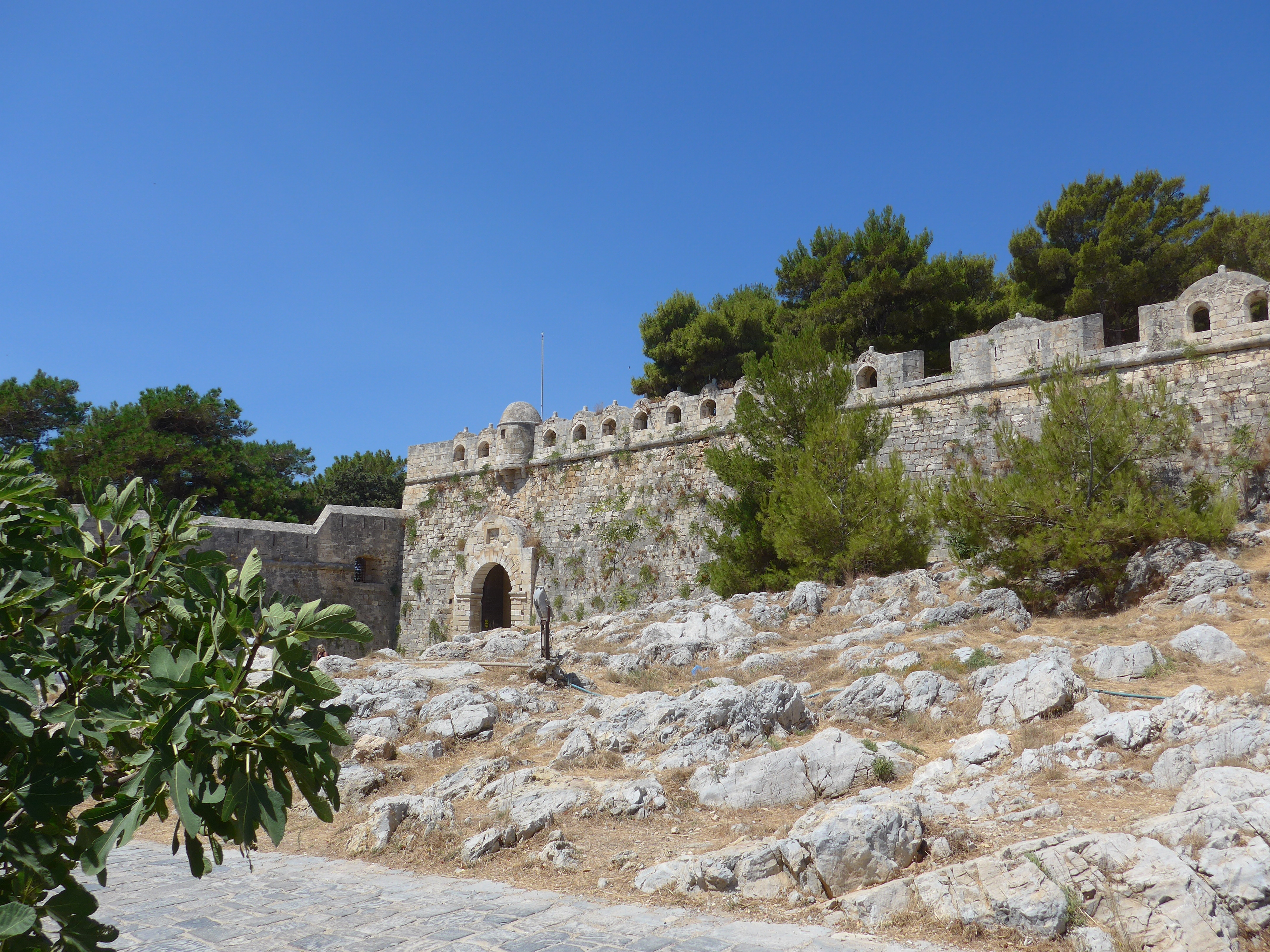
Brána do pevnosti Fortezza
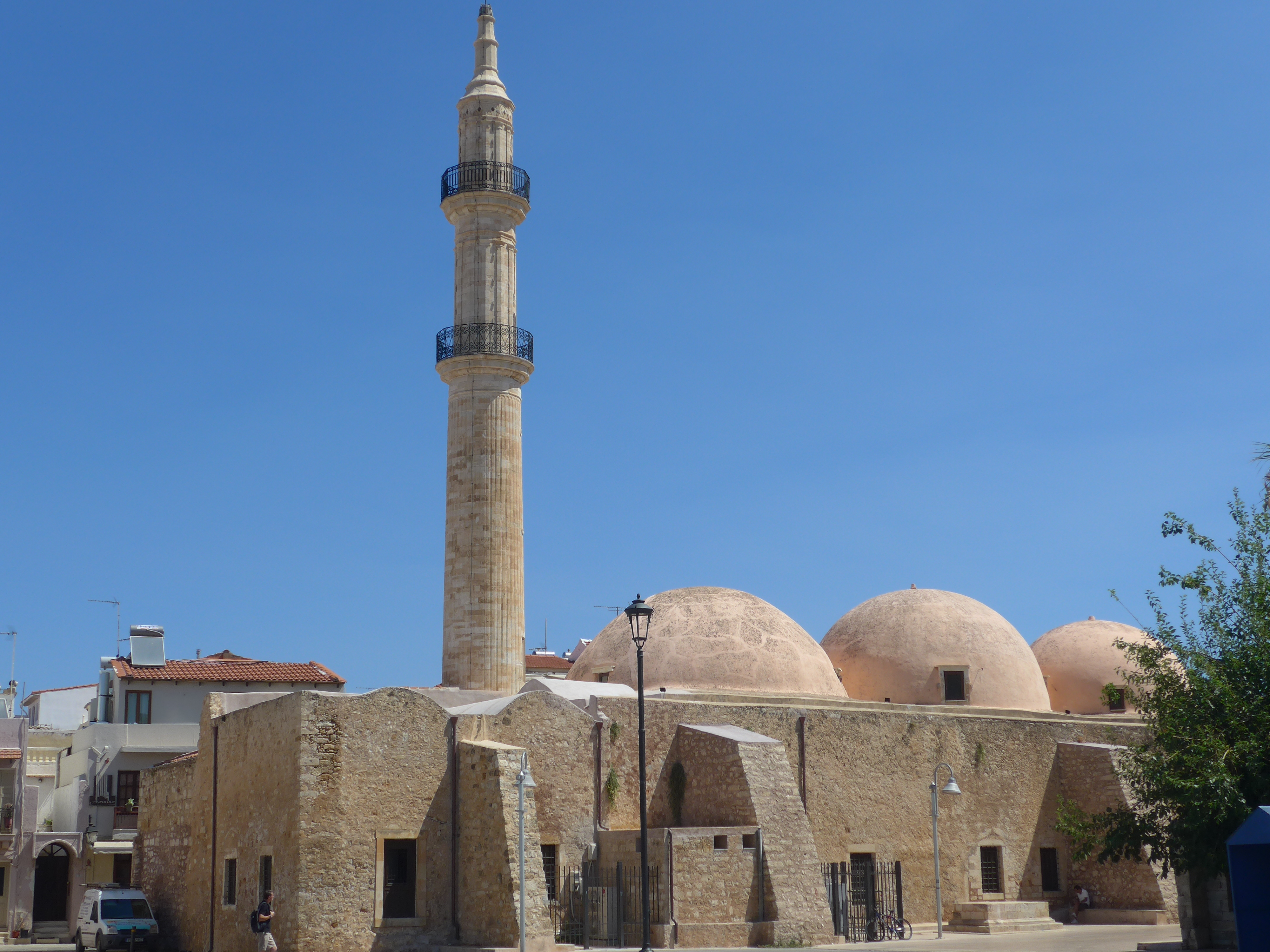
Někdejší mešita Narántzes Tzámi, dnes Dům umění
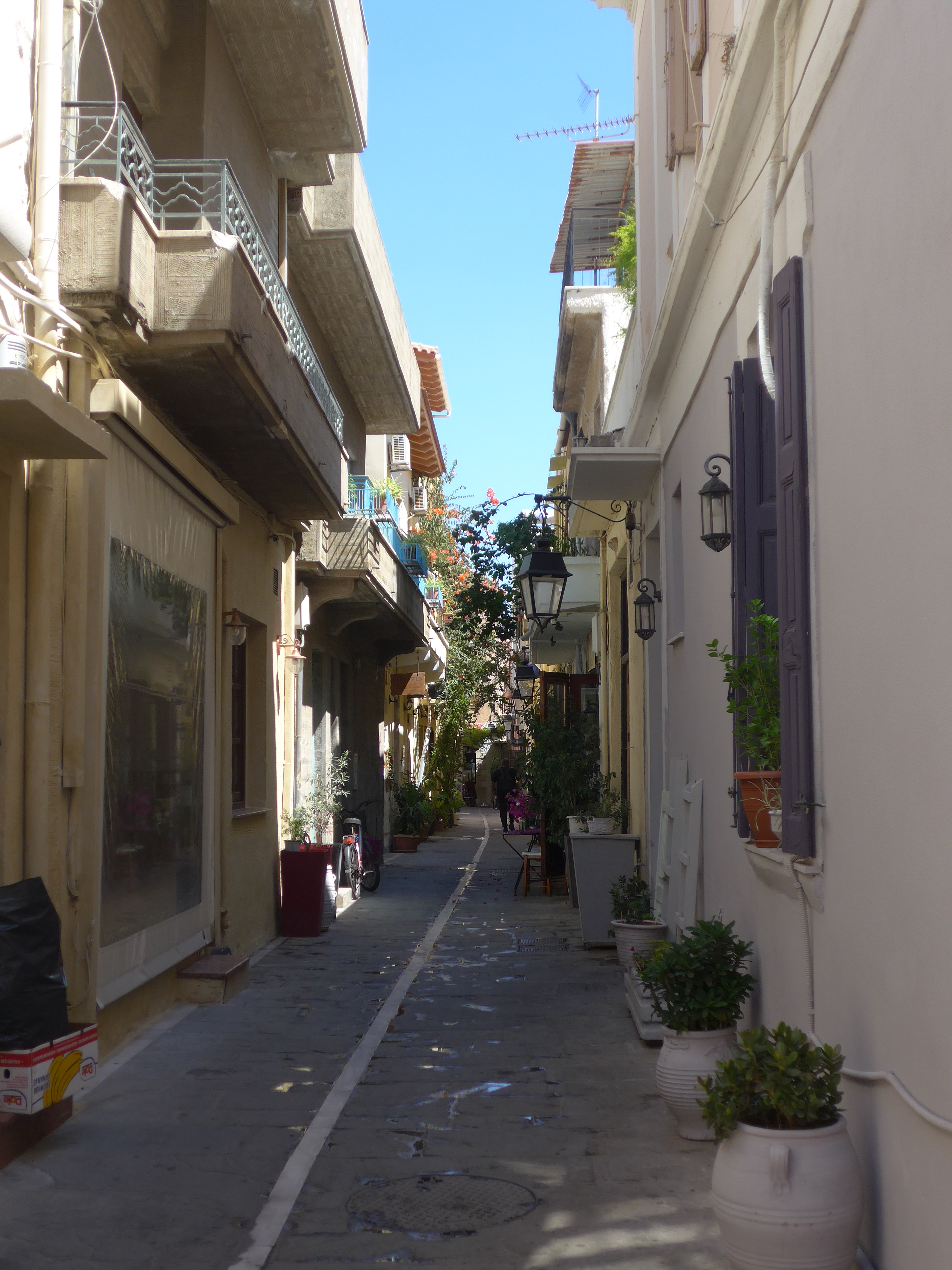
Ulička ve Starém městě
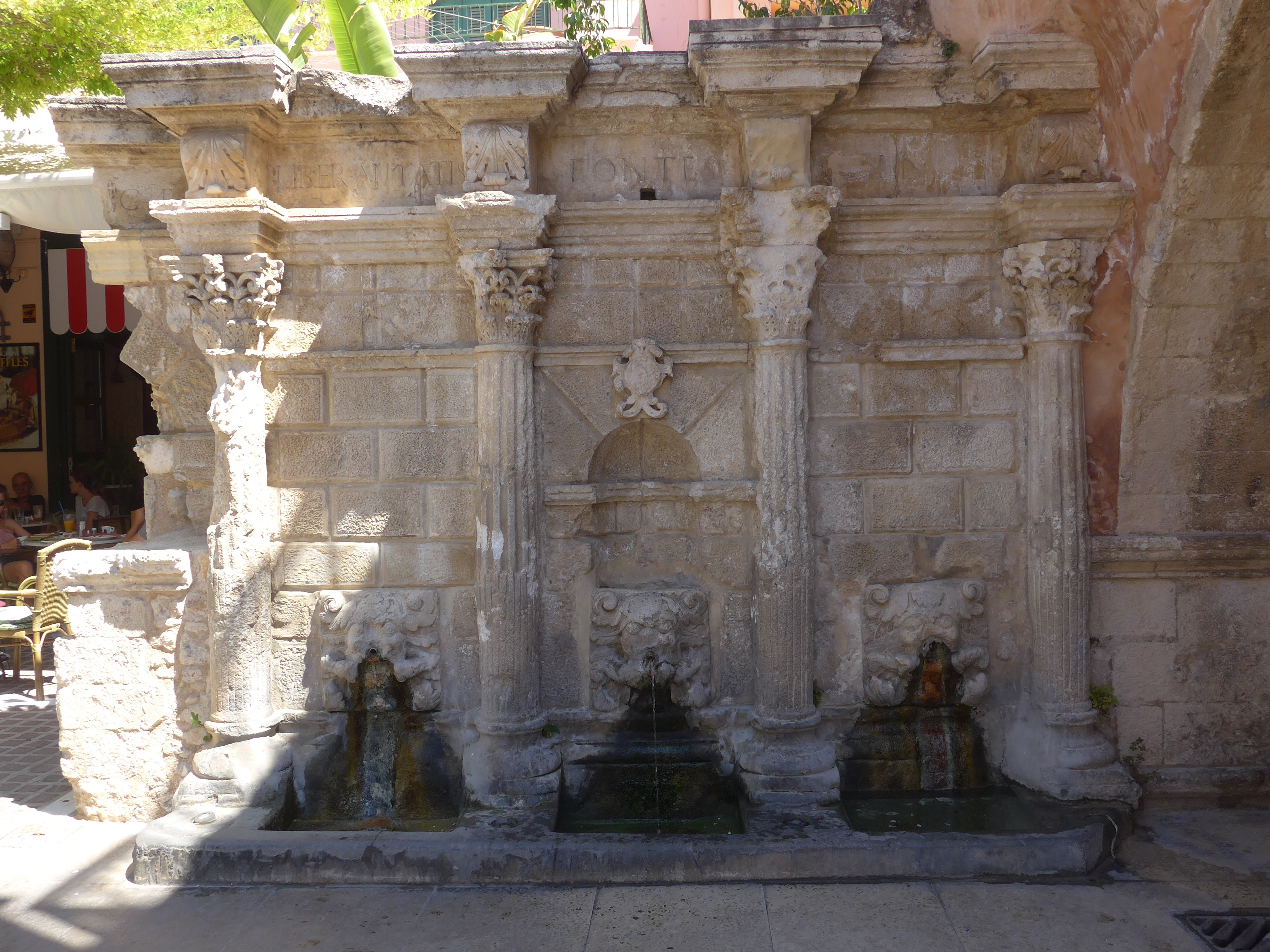
Rimondiho kašna z benátského období
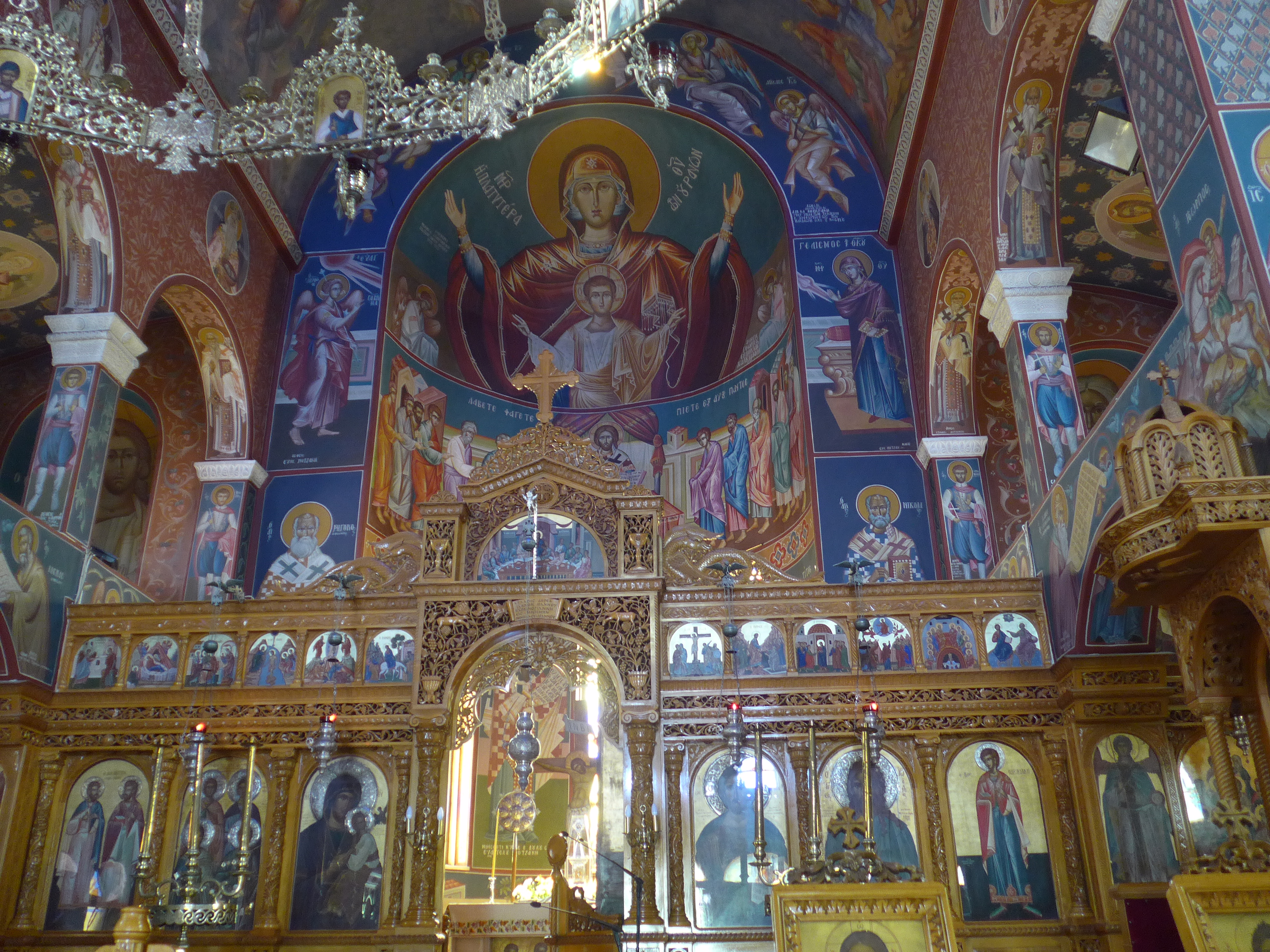
Interiér novodobého kostela Tésseron Martíron v byzantském slohu